# Erik Hildebrandt
Gustav Paul Erik Hildebrandt (* 30. Januar 1886 in Bremen; † 29. Mai 1933 in Frankfurt (Oder)) war ein deutscher 
Landrat im Kreis Lebus (1929–1933).
Hildebrandt wirkte ab 1914 als Regierungsassessor beim Landrat in Köln. Über seine weiteren Arbeitsstationen bei den Regierungen in Aachen und Stettin kam er als Landrat zum Kreis Lebus.